# Ryszard Brejza
Ryszard Franciszek Brejza (ur. 13 marca 1958 w Inowrocławiu) – polski polityk i samorządowiec, poseł na Sejm III kadencji, prezydent Inowrocławia w latach 2002–2023, senator XI kadencji.

## Życiorys
W 1981 ukończył studia na Wydziale Humanistycznym Uniwersytetu Mikołaja Kopernika. Należał do Niezależnego Zrzeszenia Studentów, był współzałożycielem NZS na swojej uczelni. Pracował jako nauczyciel, w tym jako nauczyciel historii w Zespole Szkół Medycznych w Inowrocławiu i wicedyrektor tej placówki, a także jako wizytator w kuratorium oświaty. Od 1990 do 1998 był radnym miejskim w Inowrocławiu, od 1992 do 1998 był przewodniczącym sejmiku samorządowego województwa bydgoskiego.
W wyborach w 1991 bez powodzenia ubiegał się o mandat poselski z listy NSZZ „Solidarność”, zaś w wyborach w 1993 z ramienia BBWR. W wyborach w 1997 uzyskał mandat posła III kadencji z listy Akcji Wyborczej Solidarność z okręgu bydgoskiego z wynikiem 20 946 głosów. Zasiadał w Komisji Samorządu Terytorialnego i Polityki Regionalnej oraz w Komisji Odpowiedzialności Konstytucyjnej, był przewodniczącym Podkomisji stałej ds. polityki regionalnej. Działał w Ruchu Społecznym AWS. W 2001 nie uzyskał ponownie mandatu i powrócił do pracy nauczyciela.
W 2002 był wśród inicjatorów powołanego w powiecie Porozumienia Samorządowego jako lokalnej koalicji m.in. Platformy Obywatelskiej, Prawa i Sprawiedliwości i dawnej AWS. W wyborach samorządowych w 2002 z ramienia tego ugrupowania został wybrany w drugiej turze prezydentem Inowrocławia, pokonując dotychczasowego prezydenta Ryszarda Domańskiego z Sojuszu Lewicy Demokratycznej. W wyborach samorządowych w 2006 ponownie został wybrany na ten urząd, kandydując z własnego komitetu i pokonując w drugiej turze swojego byłego zastępcę Jacka Olecha. W 2010 (w pierwszej turze), 2014 (w drugiej turze) i 2018 (w pierwszej turze) z powodzeniem ubiegał się o reelekcję.
Został członkiem zarządu Związku Miast Polskich, w latach 2002–2006 był przewodniczącym zgromadzenia Kujawsko-Pałuckiego Związku Miast i Gmin. Powoływany m.in. w skład działającej przy premierze Rady Polityki Regionalnej Państwa przy oraz w skład Naczelnej Rady Zatrudnienia. W wyborach parlamentarnych w 2023 został kandydatem Koalicji Obywatelskiej do Senatu w okręgu nr 10 (będąc równocześnie przedstawicielem paktu senackiego). Uzyskał mandat senatora XI kadencji, otrzymując 90 083 głosy. W konsekwencji zakończył pełnienie funkcji prezydenta Inowrocławia.

## Wyniki w wyborach ogólnopolskich
| Wybory | Komitet wyborczy | Komitet wyborczy                   | Organ             | Okręg | Wynik           |
| ------ | ---------------- | ---------------------------------- | ----------------- | ----- | --------------- |
| 1991   |                  | NSZZ „Solidarność”                 | Sejm I kadencji   | nr 17 | 2316 (0,69%)    |
| 1993   |                  | Bezpartyjny Blok Wspierania Reform | Sejm II kadencji  | nr 6  | 1808 (0,42%)    |
| 1997   |                  | Akcja Wyborcza Solidarność         | Sejm III kadencji | nr 6  | 20 946 (5,52%)  |
| 2001   |                  | Akcja Wyborcza Solidarność Prawicy | Sejm IV kadencji  | nr 4  | 4666 (1,35%)    |
| 2023   |                  | Koalicja Obywatelska               | Senat XI kadencji | nr 10 | 90 083 (44,06%) |

## Odznaczenia i wyróżnienia
Odznaczony Krzyżem Kawalerskim Orderu Odrodzenia Polski (2011) oraz Krzyżem Wolności i Solidarności (2017). Uhonorowany również m.in. Srebrnym Medalem za Zasługi dla Policji, Medalem „Pro Memoria” oraz Złotą Honorową Odznaką Polskiego Towarzystwa Ekonomicznego. W 2022 zwyciężył w rankingu najlepszych prezydentów miast „Newsweek Polska”.

## Życie prywatne
Syn Tadeusza i Haliny. Jest żonaty z Aleksandrą, ma dwóch synów, w tym polityka Krzysztofa. Jego bratem był Jarosław Brejza, działacz opozycji w okresie Polskiej Rzeczypospolitej Ludowej.